# خوسيه أنطونيو روجاس
خوسيه أنطونيو روجاس (بالإسبانية: José Antonio Rojas)‏ هو لاعب كرة قدم ومدرب كرة قدم تشيلي، ولد في 13 يناير 1987 في فينيا ديل مار في تشيلي. لعب مع ديبورتيس أنتوفاغاستا.

## وصلات خارجية
- خوسيه أنطونيو روجاس على موقع قاعدة بيانات كرة القدم.إي يو (الإنجليزية)
- خوسيه أنطونيو روجاس على موقع Soccerway.com (الإنجليزية)
- خوسيه أنطونيو روجاس على موقع عالم كرة القدم.نت (الإنجليزية)
- خوسيه أنطونيو روجاس على موقع AS.com (الإسبانية)